# Éder Jofre
Éder Zumbano Jofre (* 26. März 1936 in São Paulo; † 2. Oktober 2022 in Embu das Artes) war ein brasilianischer Boxer. Er war Normalausleger, ein Konterboxer mit harter Schlaghand.

## Leben
Es gibt kaum Aufzeichnungen seiner Kämpfe, da viele Filmspulen aus der damaligen Zeit für andere Zwecke wiederverwendet wurden. Er sprach kein Englisch und boxte selten in den USA oder Europa.
Er begann 1957 seine Profikarriere im Bantamgewicht. 1959 konnte er Ex-WM-Herausforderer Leo Espinoza schlagen. Am 18. Januar 1962 gewann er den Weltmeistertitel im Bantamgewicht gegen den ungeschlagenen Johnny Caldwell durch technischen K. o. in der zehnten Runde. Nach der Aufteilung der Verbände in WBC und WBA hielt er beide Titel. 1965 bekam er immer mehr Probleme mit dem Einhalten des Bantamgewichtlimits und so verlor er die Titel durch eine umstrittene Entscheidung in Japan an Fighting Harada. Den Rückkampf ein Jahr später verlor er ebenfalls durch eine Punktniederlage. Harada blieb der Einzige, der Jofre in seiner Profilaufbahn schlagen konnte. Beim Ring Magazine gilt er als zweitbester Bantamgewichtler aller Zeiten nach Carlos Zárate.
Nach den Niederlagen und dem Titelverlust trat er vorerst zurück, machte nach drei Jahren 1969 aber ein Comeback im Federgewicht. 1973 errang er mit 37 Jahren den WBC-Weltmeistertitel im Federgewicht durch einen Punktsieg über den Exilkubaner José Legrá und verteidigte ihn durch K. o. gegen den schlagstarken mexikanischen Rechtsausleger Vicente Saldivar in dessen letzten Kampf. Saldivar war Ex-Weltmeister, vor diesem Kampf allerdings zwei Jahre inaktiv. Im Juni 1974 wurde Jofre schließlich der Weltmeistertitel aberkannt, da er seiner Verpflichtung zur Titelverteidigung nicht nachkam. Er verlor im Federgewicht nie und trat 1976 endgültig zurück.
1982 wurde er Stadtrat in São Paulo und schloss sich ab 1989 als Mitglied dem Partido da Social Democracia Brasileira (PSDB) an. 1992 fand Jofre Aufnahme in die International Boxing Hall of Fame.